# Il re Makomba
Il re Makomba (Die Herrin der Welt 4. Teil - König Macombe) è un film muto del 1919 diretto da Uwe Jens Krafft e Joseph Klein.
Quarto episodio del serial La signora del mondo, prodotto da Joe May.

## Trama
Episodi del serial:
1. L'amica dell'uomo giallo (Die Herrin der Welt 1. Teil - Die Freundin des gelben Mannes), regia di Joseph Klein e Joe May
2. Die Herrin der Welt 2. Teil - Die Geschichte der Maud Gregaards, regia di Joe May
3. Die Herrin der Welt 3. Teil - Der Rabbi von Kuan-Fu, regia di Joe May
4. Il re Makomba (Die Herrin der Welt 4. Teil - König Macombe), regia di Joseph Klein e Uwe Jens Krafft
5. Ophir, la città del passato (Die Herrin der Welt 5. Teil - Ophir, die Stadt der Vergangenheit), regia di Uwe Jens Krafft
6. La miliardaria (Die Herrin der Welt 6. Teil - Die Frau mit den Millionarden), regia di Uwe Jens Krafft
7. La benefattrice dell'umanità (Die Herrin der Welt, 7. Teil - Die Wohltäterin der Menschheit), regia di Karl Gerhardt
8. La vendetta di Maud (Die Herrin der Welt 8. Teil - Die Rache der Maud Fergusson), regia di Joe May

## Produzione
Il film fu prodotto dalla May-Film, girato a Woltersdorf, in Brandeburgo.

## Distribuzione
Distribuito dall'Universum Film (UFA), il film venne presentato in prima al Tauentzien-Palast di Berlino il 26 dicembre 1919. Negli Stati Uniti, venne distribuito nel 1922 sottotitolato in inglese dalla Paramount Pictures. In Italia venne distribuito dalla società Danisk nel 1921.